# Rhamnus sibthorpiana
Rhamnus sibthorpiana là một loài thực vật có hoa trong họ Táo. Loài này được Schult. miêu tả khoa học đầu tiên năm 1819.